# Carta canadese dei diritti e delle libertà
La Carta canadese dei diritti e delle libertà (in inglese Canadian Charter of Rights and Freedoms, in francese Charte canadienne des droits et libertés), in Canada indicata spesso semplicemente come la Carta (rispettivamente Charter e Charte), è una dichiarazione dei diritti incorporata nella Costituzione del Canada. Essa forma la prima parte della Legge costituzionale del 1982. La Carta garantisce certi diritti politici ai cittadini canadesi e diritti civili a chiunque sia in Canada rispetto alle politiche e alle azioni di tutte le aree e i livelli di governo. Essa è progettata per unificare i Canadesi intorno a un insieme di principi che incarnano quei diritti. La Carta fu firmata per la promulgazione dalla regina Elisabetta II del Canada il 17 aprile 1982, insieme al resto della Legge costituzionale.
La Carta fu preceduta dalla Dichiarazione canadese dei diritti (Canadian Bill of Rights) che fu emanata nel 1960. Tuttavia, la Dichiarazione dei diritti era soltanto uno statuto federale, piuttosto che un documento costituzionale. Come statuto federale, essa può essere emendata attraverso il procedimento legislativo ordinario e non ha alcuna applicazione alle leggi provinciali. Anche la Corte suprema del Canada interpretò in modo restrittivo la Dichiarazione dei diritti e fu riluttante a dichiarare inefficaci le leggi provinciali. La relativa inefficacia della Dichiarazione canadese dei diritti spinse molti a cercare di migliorare le tutele dei diritti in Canada. Il movimento per i diritti umani e le libertà che emerse dopo la Seconda guerra mondiale voleva incorporare anche i principi enunciati nella Dichiarazione universale dei diritti umani. Il Parlamento britannico emanò formalmente la Carta come parte della Legge sul Canada del 1982 su richiesta del Parlamento canadese nel 1982, il risultato degli sforzi del governo del primo ministro Pierre Trudeau.
Uno degli effetti più notevoli dell'adozione della Carta fu di espandere largamente l'ambito del sindacato giudiziario delle leggi, perché la Carta è più esplicita rispetto alla garanzia dei diritti e al ruolo dei giudici nell'imporli di quanto fosse la Dichiarazione dei diritti. I tribunali, quando posti di fronte a violazioni dei diritti della Carta, hanno colpito statuti e regolamenti federali e provinciali incostituzionali o parti di essi, come hanno fatto quando il diritto giurisprudenziale canadese si occupava principalmente di risolvere le questioni del federalismo. La Carta, tuttavia, concedeva nuovi poteri ai tribunali per imporre rimedi che sono più creativi e per escludere altre prove nei processi. Questi poteri sono maggiori di quanto avvenisse normalmente in base al common law e a un sistema di governo che, influenzato dalla madrepatria del Canada, il Regno Unito, era basato sulla supremazia parlamentare. Di conseguenza, la Carta ha attirato sia ampio sostegno da una maggioranza dell'elettorato canadese, sia critiche dagli oppositori dell'accresciuto potere giudiziario. La Carta si applica solo alle leggi e alle azioni del Governo (incluse le leggi e le azioni dei governi federale, provinciali e municipali e i consigli di amministrazione delle scuole pubbliche), e a volte al common law, non all'attività privata.

## Caratteristiche
In base alla Carta, le persone fisicamente presenti in Canada hanno numerosi diritti civili e politici. La maggior parte dei diritti possono essere esercitati da qualsiasi persona giuridica (la Carta non definisce la società come "legal person"), ma alcuni dei diritti appartengono esclusivamente alle persone fisiche, o (come negli articoli 3 e 6) soltanto ai cittadini del Canada. I diritti sono imponibili dai tribunali attraverso l'articolo 24 della Carta, che consente ai tribunali discrezionalità per assegnare rimedi a favore di coloro i cui diritti sono stati negati. Questo articolo consente anche ai tribunali di escludere le prove nei processi se queste sono state acquisite in un modo che confligge con la Carta e che potrebbe danneggiare la reputazione del sistema giudiziario. L'articolo 32 conferma che la Carta è vincolante per il governo federale, per i territori sotto la sua autorità e per i governi provinciali. I diritti e le libertà custoditi nei 34 articoli della Carta includono:

### Eccezioni
Precludendo tutte le libertà e formando la base della Carta, il primissimo articolo, noto come "clausola delle limitazioni" (limitations clause), consente al governo di giustificare certe infrazioni ai diritti della Carta. Ogni caso in cui un tribunale scopra una violazione della Carta richiederebbe perciò un'analisi dell'articolo 1 per determinare se la legge possa ancora essere dichiarata legittima. Le infrazioni sono dichiarate legittime se lo scopo dell'azione del governo è di conseguire quello che sarebbe riconosciuto come un obiettivo urgente o importante in una società libera, e se l'infrazione può essere "dimostrabilmente giustificata". L'articolo 1 è stato così usato per dichiarare legittime le leggi contro condotte riprovevoli come l'incitamento all'odio (ad es., in R. c. Keegstra) e gli atti osceni (ad es., in R. c. Butler). L'articolo 1 conferma anche che i diritti elencati nella Carta sono garantiti.
In aggiunta, alcuni di questi diritti somo soggetti anche alla "clausola non ostativa" (nothwithstanding clause, articolo 33). La clausola non ostativa autorizza il governo a revocare temporaneamente i diritti e le libertà negli articoli 2 e 7–15 fino a cinque anni, soggetti a rinnovo. Il governo federale canadese non l'ha mai invocata, e alcuni hanno ipotizzato che il suo uso sarebbe politicamente costoso. In passato, la clausola non ostativa era invocata abitualmente dalla provincia del Québec (che non sosteneva l'emanazione della Carta, ma nondimeno era soggetta ad essa). Anche le province del Saskatchewan e dell'Alberta hanno invocato la clausola non ostativa, rispettivamente per porre fine a uno sciopero e per tutelare una definizione esclusivamente eterosessuale del matrimonio. (Si noti che l'uso della clausola non ostativa da parte dell'Alberta non ha alcun vigore o effetto, dal momento che la definizione di matrimonio è giurisdizione federale, non provinciale.) Anche il territorio dello Yukon una volta approvò una legislazione che invocava la clausola non ostativa, ma la legislazione in questione non fu mai proclamata in vigore.

### Libertà fondamentali
Articolo 2: elenca quelle che la Carta chiama "libertà fondamentali", vale a dire libertà di coscienza, libertà religiosa, libertà di pensiero, libertà di credenza, libertà di espressione, libertà di stampa e di altri mezzi di comunicazione, libertà di riunione pacifica e libertà di associazione.

### Diritti democratici
Generalmente, sono tutelati il diritto di partecipare alle attività politiche e il diritto a una forma di governo democratico:
Articolo 3: il diritto di votare e di essere eleggibile per esercitare la funzione di membro di una legislatura.
Articolo 4: la durata massima delle legislature è fissata a cinque anni.
Articolo 5: è richiesta come minimo una seduta annuale delle legislature.

### Diritti di mobilità
Articolo 6: tutela i diritti di mobilità dei cittadini canadesi, che comprendono il diritto di entrare, di rimanere e di lasciare il Canada. I cittadini e i residenti permanenti hanno il diritto di trasferirsi e di assumere la residenza in qualsiasi provincia per ricercare un sostentamento.

### Diritti giuridici
Sono tutelati i diritti delle persone nei rapporti con il sistema giudiziario e le forze di polizia, vale a dire:
Articolo 7: diritto alla vita, alla libertà e alla sicurezza della persona.
Articolo 8: libertà da perquisizione e arresto irragionevoli.
Articolo 9: libertà da detenzione o incarcerazione arbitrarie.
Articolo 10: diritto al patrocinio legale e alla garanzia dell'habeas corpus.
Articolo 11: diritti in materie criminali e penali, quali il diritto a essere presunto innocente fino a prova contraria.
Articolo 12: diritto di non essere sottoposto a una pena crudele o eccezionale.
Articolo 13: diritti contro l'autoincriminazione.
Articolo 14: diritti a un interprete in un processo di tribunale.

### Diritti di uguaglianza
Articolo 15: uguale trattamento dinanzi e in base alla legge, e uguale tutela e beneficio dalla legge senza discriminazione.

### Diritti linguistici
Generalmente, le persone hanno il diritto di usare o la lingua inglese o francese nelle comunicazioni con il governo federale e con certi governi provinciali del Canada. Specificamente, le disposizioni sulla lingua nella Carta includono:
Articolo 16: inglese e francese sono le lingue ufficiali del Canada e del Nuovo Brunswick.
Articolo 16.1: le comunità di lingua inglese e francese del Nuovo Brunswick hanno uguali diritti ad accedere alle istituzioni educative e culturali del Canada.
Articolo 17: il diritto di usare l'una o l'altra delle due lingue ufficiali nel Parlamento o nella legislatura del Nuovo Brunswick.
Articolo 18: gli statuti e gli atti del Parlamento e della legislatura del Nuovo Brunswick devono essere stampati in entrambe le lingue ufficiali.
Articolo 19: entrambe le lingue ufficiali possono essere usate nei tribunali federali e del Nuovo Brunswick.
Articolo 20: il diritto di comunicare con il e di essere servito dal governo federale e del Nuovo Brunswick nell'una o nell'altra delle due lingue ufficiali.
Articolo 21: gli altri diritti linguistici costituzionali al di fuori della Carta riguardanti l'inglese e il francese sono accolti.
Articolo 22: i diritti esistenti di usare altre lingue oltre all'inglese o al francese non sono pregiudicati dal fatto che solo l'inglese e il francese hanno diritti linguistici nella Carta. (Quindi, se ci fosse qualunque diritto di usare le lingue aborigene, esso continuerebbe ad esistere, anche se non avrebbe nessuna tutela diretta in base alla Carta.)

### Diritti all'educazione nelle lingue delle minoranze
Articolo 23: diritti per certi cittadini appartenenti alle comunità delle minoranze di lingua francese e inglese di essere educati nella propria lingua.

### Altri articoli
Varie disposizioni aiutano a chiarire come funziona in pratica la Carta. Queste includono:
Articolo 25: afferma che la Carta non deroga ai diritti e alle libertà aborigeni esistenti. I diritti aborigeni, inclusi i diritti dei trattati, una più diretta tutela costituzionale in base all'articolo 35 della Legge costituzionale del 1982.
Articolo 26: chiarisce che altri diritti e libertà in Canada non sono invalidati dalla Carta.
Articolo 27: richiede che la Carta siano interpretate in un contesto multiculturale.
Articolo 28: afferma che tutti i diritti della Carta sono garantiti ugualmente agli uomini e alle donne.
Articolo 29: conferma che sono preservati i diritti delle scuole religiose.
Articolo 30: chiarisce l'applicabilità della Carta nei territori.
Articolo 31: conferma che la Carta non si estende ai poteri delle legislature.
Infine, articolo 34: afferma che la Parte I della Legge costituzionale del 1982, contenente i primi 34 articoli della Legge, può essere designata collettivamente come la "Carta canadese dei diritti e delle libertà".

## Storia

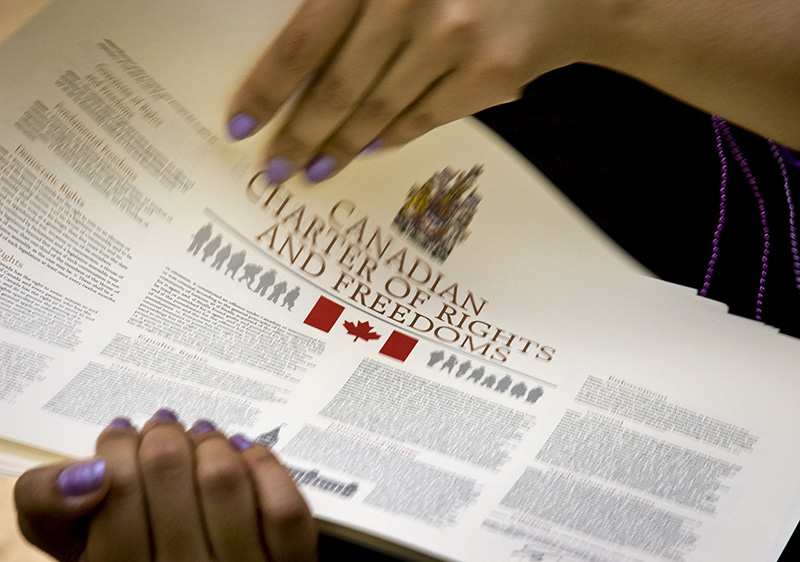
Copie stampate della Carta canadese dei diritti e delle libertà

Molti dei diritti e delle libertà che sono tutelati in base alla Carta, inclusi i diritti alla libertà di parola, all'habeas corpus e alla presunzione di innocenza, hanno le loro radici in un insieme di leggi e di precedenti legali canadesi a volte noto come la Dichiarazione dei diritti implicita (Implied Bill of Rights o Déclaration des droits implicite). Molti di questi diritti furono inclusi anche nella Dichiarazione canadese dei diritti (Canadian Bill of Rights o Déclaration canadienne des droits) che il Parlamento canadese emanò nel 1960. Tuttavia, la Dichiarazione canadese dei diritti aveva numerosi difetti. Diversamente dalla Carta, era una legge ordinaria del Parlamento, che poteva essere emendata da una maggioranza parlamentare semplice ed era applicabile solo al governo federale. Anche i tribunali scelsero di interpretare la Dichiarazione dei diritti in maniera conservatrice, applicandola solo in rare occasioni per dichiarare inefficace una legge contraria. Inoltre, la Dichiarazione dei diritti non conteneva tutti i diritti che sono ora inclusi nella Carta, omettendo, ad esempio, il diritto di voto e la libertà di circolazione all'interno del Canada.
Il centenario della Confederazione canadese nel 1967 suscitò maggiore interesse all'interno del governo per le riforme costituzionali. Tali riforme avrebbero riguardato il miglioramento delle salvaguardie, nonché il rimpatrio della Costituzione, vale a dire che il Parlamento britannico non avrebbe più dovuto approvare gli emendamenti costituzionali. Successivamente, il procuratore generale Pierre Trudeau incaricò il professore di diritto Barry Strayer di fare ricerche su una potenziale carta dei diritti. Mentre scriveva il suo rapporto, Strayer si consultò con molti eminenti studiosi di diritto, compreso Walter Tarnopolsky. Il rapporto di Strayer sosteneva molte idee che furono in seguito incorporate nelle Carta, inclusa la tutela per i diritti linguistici. Strayer sostenne anche l'esclusione dei diritti economici. Infine, raccomandò di ammettere limiti ai diritti. Tali limiti sono inclusi nelle clausole delle limitazioni e non ostativa. Nel 1968, Strayer fu nominato Direttore della Divisione di diritto costituzionale dell'Ufficio del Consiglio privato e nel 1974 divenne Assistente Vice ministro della Giustizia. Durante quegli anni, Strayer svolse un ruolo chiave nello scrivere il progetto di legge che sarebbe stato da ultimo adottato.
Nel frattempo, Trudeau, che era diventato capo del Partito liberale e Primo ministro nel 1968, voleva ancora moltissimo una dichiarazione dei diritti costituzionale. Il governo federale e le province discussero di crearne una durante i negoziati per il rimpatrio della Costituzione, che diedero come risultato la Carta di Victoria del 1971. Questa non giunse mai ad essere implementata. Tuttavia, Trudeau continuò con i suoi sforzi per rimpatriare la Costituzione, e promise un cambiamento costituzionale durante il referendum sull'indipendenza del Québec del 1980. Vi sarebbe riuscito nel 1982 con l'approvazione della Legge sul Canada del 1982. Questo consentì la promulgazione della Legge costituzionale del 1982.
L'inclusione di una carta dei diritti nella Legge costituzionale fu un argomento molto dibattuto. Trudeau parlò in televisione nell'ottobre 1980, e annunciò la sua intenzione di costituzionalizzare una dichiarazione dei diritti che avrebbe garantito le libertà fondamentali, i diritti democratici, la libertà di circolazione, i diritti giuridici, i diritti di uguaglianza e di lingua. Egli non voleva una clausola non ostativa. Sebbene la sua proposta godesse di un certo sostegno popolare, i capi delle province si opponevano alle potenziali limitazioni dei loro poteri. L'opposizione conservatrice progressista temeva un orientamento liberale dei giudici, qualora i tribunali fossero stati chiamati a far rispettare i diritti. Inoltre, il Parlamento britannico ricordava il suo diritto di mantenere la vecchia forma di governo del Canada. Su suggerimento dei Conservatori, il governo di Trudeau accettò dunque di formare un comitato di senatori e di deputati per esaminare più a fondo la dichiarazione dei diritti nonché il piano di rimpatrio. Durante questo periodo, 90 ore furono passate solo sullo studio della carta dei diritti, tutte riprese dalla televisione, mentre esperti di diritti civili e vari gruppi di pressione esposero le loro opinioni sulle pecche e le omissioni della Carta e su come rimediarvi. Poiché il Canada aveva un sistema di governo parlamentare, e poiché si percepiva che i giudici non avessero tutelato i diritti in modo efficace in passato, si mise in discussione l'idea di Trudeau di nominarli custodi della Carta. I Conservatori Progressisti sostenevano invece che i politici eletti dal popolo sarebbero stati più degni di fiducia. Alla fine si decise che questo potere dovesse andare ai tribunali. Sotto la pressione dei difensori delle libertà civili, i giudici potevano ora perfino escludere delle prove presentate nel corso dei processi, se erano state acquisite in maniera contraria alla Carta, una disposizione che la Carta in origine non doveva contenere. Via via che il processo continuava, altri aspetti furono aggiunti alla Carta, inclusi i diritti di uguaglianza per le persone con disabilità, più garanzia per la parità tra i sessi e il riconoscimento del multiculturalismo canadese. Anche la clausola delle limitazioni fu modificata per mettere meno l'accento sull'importanza del sistema parlamentare e più sulla giustificabilità di tali limiti nel contesto di una società libera; questa logica era più in linea con lo sviluppo del movimento dei diritti della persona nel mondo dopo la Seconda guerra mondiale.

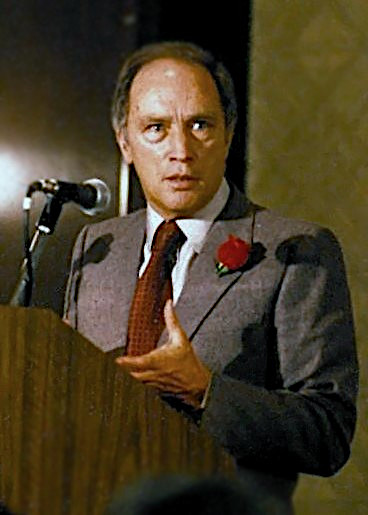
Il primo ministro Pierre Trudeau fu uno dei maggiori fautori della Carta

Nella sua decisione nella Risoluzione sulla modifica della Costituzione (1981), la Corte suprema del Canada aveva dichiarato che esisteva una tradizione che si dovesse ricercare un certo consenso delle province per la riforma costituzionale. Poiché le province avevano ancora dubbi sui meriti della Carta, Trudeau fu costretto ad accettare la clausola non ostativa, che consentiva ai governi locali di derogare a certi obblighi. La clausola non ostativa fu accettata come parte di un patto chiamato l'Accordo della cucina, negoziato nella notte del 4 novembre 1981 dal Procuratore generale federale Jean Chrétien, dal ministro della giustizia dell'Ontario Roy McMurtry e dal ministro della giustizia del Saskatchewan Roy Romanow. La pressione dei governi provinciali (che in Canada hanno giurisdizione sulla proprietà) e dell'ala sinistra del paese, specialmente il Nuovo Partito Democratico, impedì a Trudeau di includere qualsiasi diritto che tutelasse la proprietà privata.
Nondimeno, il Québec non appoggiò né la Carta, né la Legge sul Canada del 1982: sulle ragioni di questa opposizione sono state avanzate varie interpretazioni, anche contrastanti. Anzitutto, l'opposizione potrebbe essere stata motivata dal fatto che i capi del Parti Québécois erano in realtà poco inclini a cooperare, essendo più interessati ad ottenere la sovranità per il Québec. Un'altra possibile ragione sarebbe stata la reazione dei capi del Québec alla loro esclusione dai negoziati dell'Accordo della cucina, che essi, a cominciare da René Lévesque, il primo ministro quebecchese, consideravano troppo centralista. Infine, l'opposizione del Québec potrebbe essere stata dovuta alla contrarietà dei suoi governanti alle disposizioni dell'Accordo relative al processo delle future riforme costituzionali. Essi si opponevano anche all'inclusione nella Carta dei diritti alla libera circolazione e dei diritti all'istruzione nella lingua della minoranza. La Carta è ancora applicabile in Québec perché le province sono sottoposte alla Costituzione. Tuttavia, l'opposizione del Québec alla proposta di rimpatrio del 1982 ha portato a due tentativi di emendare la Costituzione (l'Accordo del lago Meech e l'Accordo di Charlottetown) che erano volti principalmente a ottenere l'approvazione politica del Québec all'ordine costituzionale canadese; entrambi i tentativi si conclusero con un fallimento.
Benché la Carta canadese dei diritti e delle libertà sia stata adottata nel 1982, fu solo nel 1985 che le principali disposizioni riguardanti i diritti di uguaglianza (articolo 15) entrarono in vigore. Il ritardo serviva a dare ai governi federale e provinciali l'opportunità di esaminare le loro leggi preesistenti ed abrogare le disuguaglianze potenzialmente incostituzionali.
La stampa del documento fisico qui raffigurata e distribuita ancora oggi, fu composta intenzionalmente da David Berman, un famoso grafico di Ottava, nel carattere Cartier di Carl Dair, all'epoca il più prestigioso carattere tipografico canadese, essendo stato commissionato dal Governatore generale per celebrare il centenario del Canada nel 1967.
La Carta è stata modificata dalla sua promulgazione. L'articolo 25 fu emendato nel 1983 per riconoscere esplicitamente maggiori diritti riguardo alle rivendicazioni territoriali aborigene, e l'articolo 16.1 fu aggiunto nel 1993. Una proposta di emendamento che garantiva i diritti dei feti e degli embrioni umani, presentata nel 1986, fu sconfitta in Parlamento. Altri progetti di modifica della Costituzione, tra cui l'Accordo di Charlottetown nel 1992, non furono mai adottati. Gli emendamenti dell'accordo avrebbero specificato che la Carta dovesse essere interpretata in maniera rispettosa della "società distinta", e avrebbero aggiunto ulteriori disposizioni alla Legge costituzionale del 1867 riguardanti l'uguaglianza razziale e sessuale, nonché i diritti collettivi e i diritti delle comunità linguistiche minoritarie. Benché l'accordo fosse stato negoziato da diversi gruppi di interesse, le disposizioni risultanti erano così vaghe che Trudeau, allora in pensione, temeva che sarebbero entrate in conflitto con i diritti individuali della Carta. Egli riteneva che i diritti sarebbero stati minati se i tribunali avessero dovuto favorire le politiche dei governi provinciali, poiché ai governi sarebbe stata data la responsabilità delle minoranze linguistiche. Trudeau svolse così un ruolo di primo piano nel guidare l'opposizione popolare all'accordo.

## Interpretazione e applicazione
Il compito di interpretare e di applicare la Carta spetta ai tribunali, con la Corte suprema del Canada che è l'autorità definitiva sulla materia.
Con la supremazia della Carta confermata dall'articolo 52 della Legge costituzionale del 1982, i tribunali continuarono la loro pratica di invalidare statuti o parti di statuti incostituzionali come avevano fatto in precedenza con la giurisprudenza riguardante il federalismo. Tuttavia, in base all'articolo 24 della Carta, i tribunali acquisivano anche nuovi poteri per applicare rimedi creativi ed escludere gli ulteriori elementi di prova durante i processi. I tribunali hanno da allora adottato molte decisioni importanti, inclusa R. c. Morgentaler (1988), che invalidò la legislazione sull'aborto del Canada, e Vriend c. Alberta (1998), nella quale la Corte suprema dichiarò che l'esclusione degli omosessuali da parte della provincia dalla tutela contro la discriminazione violava l'articolo 15. In quest'ultimo caso, la Corte stabilì poi che questa tutela era sottintesa nella legge.
I tribunali possono essere aditi per questioni relative alla Carta in vari modi. Alcuni ricorrenti possono essere perseguiti in virtù di una legge che essi affermano essere incostituzionale. Altri possono ritenere che i servizi e le politiche del governo non siano applicati in conformità alla Carta, e domandano un'ingiunzione contro il governo ai tribunali di prima istanza (come accadde nell'affare Doucet-Boudreau c. Nuova Scozia (Ministero dell'Educazione)). Un governo può anche sollevare una questione di diritto sottoponendo un ricorso arbitrale ai tribunali più elevati; ad esempio, il governo del primo ministro Paul Martin si rivolse alla Corte suprema con una questione sulla Carta nonché sul federalismo nel caso del Ricorso relativo al matrimonio tra persone dello stesso sesso (2004). Anche i governi provinciali possono fare lo stesso con i loro tribunali superiori. Il governo dell'Isola del Principe Edoardo agì in questo modo ponendo una questione alla sua Corte suprema provinciale sul tema dell'indipendenza giudiziaria in base all'articolo 11.

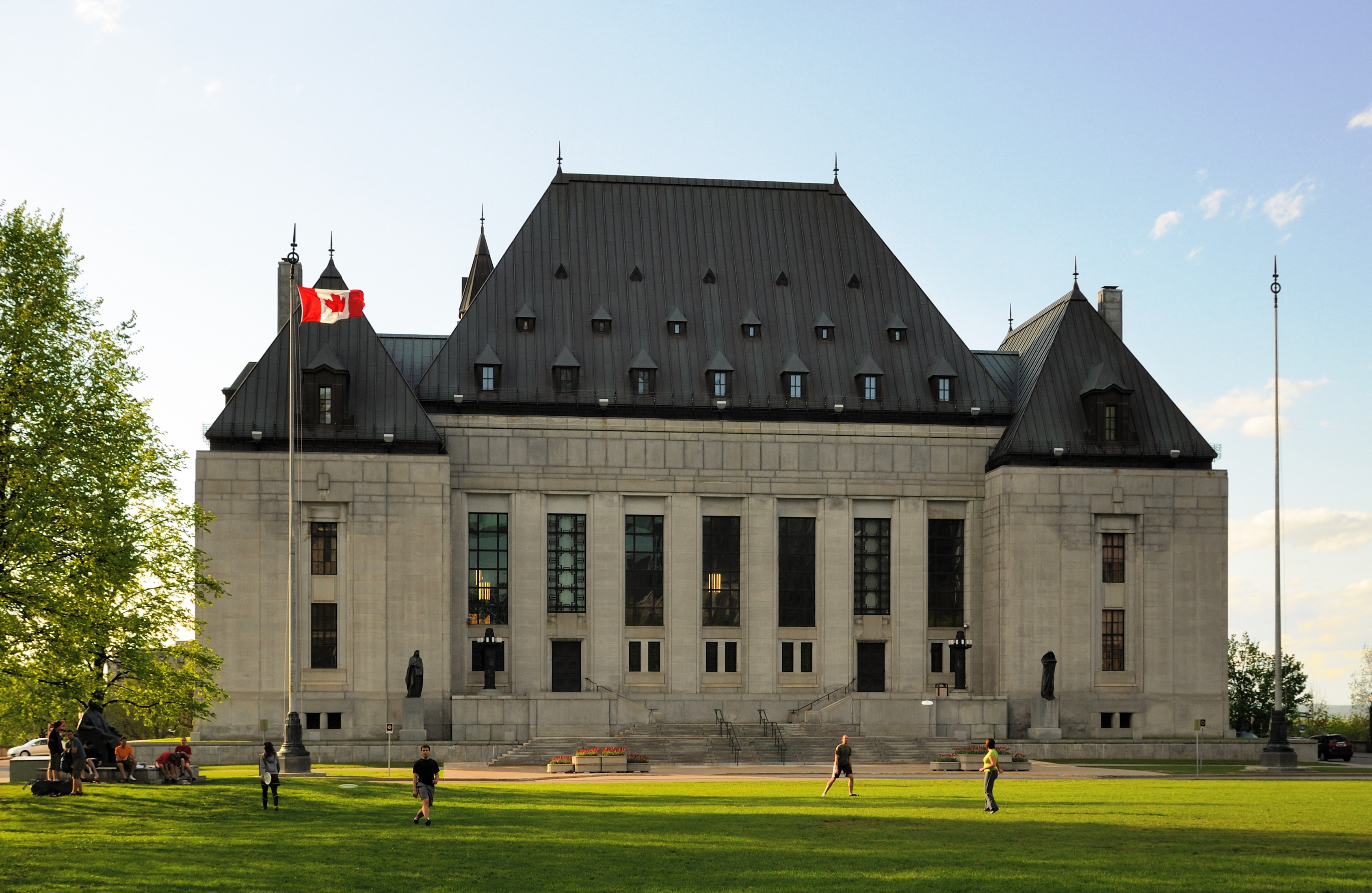
L'edificio della Corte suprema del Canada, l'autorità suprema in materia di interpretazione della Carta

Nel corso di parecchi casi importanti, i giudici svilupparono varie prove e precedenti per aiutare l'interpretazioni di disposizioni della Carta, tra i quali la prova di Oakes per l'articolo 1, presentata nel caso R. c. Oakes (1986) e la prova di Law per l'articolo 15, sviluppata nel giudizio Law c. Canada (1999). A partire dal Ricorso sul Motor Vehicle Act (C.B.) (1985), somo stati adottati vari approcci per definire ed espandere l'ambito della "giustizia fondamentale" (il nome canadese per la giustizia naturale o processo dovuto) in base all'articolo 7.
In generale, i tribunali hanno adottato un'interpretazione finalizzata dei diritti riconosciuti dalla Carta. Questo significa che a partire dai primi casi come Hunter c. Southam (1984) e R. c. Big M Drug Mart (1985), il potere giudiziario non si è concentrato sul senso tradizionale e limitato di ciascun diritto, così come erano stati concepiti nel momento in cui la Carta fu adottata nel 1982, ma piuttosto ha cambiato la portata di questi diritti per dare loro un contenuto più ampio. Si presume abitualmente che l'obiettivo delle disposizioni della Carta sia di accrescere i diritti e le libertà degli individui in una varietà di circostanze, a spese dei poteri del governo. Lo studioso costituzionale Peter Hogg approva questo approccio generoso in alcuni casi, sebbene per altri affermi che l'obiettivo delle disposizioni non era di arrivare a un insieme di diritti così ampio come i tribunali hanno immaginato. In effetti, questo approccio non è stato privo di critiche. Il politico dell'Alberta Ted Morton e lo scienziato politico Rainer Knopff sono stati molto critici su questo fenomeno. Sebbene essi stimino che la dottrina dell'"albero vivente" (il nome classico che si dà alle interpretazioni generose della Costituzione del Canada) sulla quale si fonda questo approccio sia sano, essi affermano che la giurisprudenza relativa alla Carta è stata più radicale. Quando la dottrina dell'albero vivente è applicata correttamente, secondo i due autori: "L'olmo rimane un olmo; gli spuntano nuovi rami, ma non si trasforma in una quercia o in un salice". La dottrina può essere usata, ad esempio, perché un diritto sia mantenuto anche quando un governo minaccia di violarlo con una nuova tecnologia, finché l'essenza del diritto resta la stessa; gli autori tuttavia sostengono che i tribunali hanno usato la dottrina per "creare nuovi diritti". A titolo di esempio, gli autori notano che la tutela della Carta contro l'autoincriminazione è stata estesa fino a coprire scenari nel sistema giudiziario che non erano stati precedentemente regolati dai diritti contro l'autoincriminazione nelle altre leggi canadesi.
Un altro approccio generale all'interpretazione dei diritti della Carta è di prendere in considerazione precedenti legali internazionali per paesi che hanno specifiche tutele di diritti, come gli Stati Uniti con la loro Dichiarazione dei diritti, che ha influenzato il testo della Carta e ha dato origine a molte discussioni sulla portata dei diritti in un sistema democratico basato sulla common law e sul modo in cui le carte dei diritti devono essere applicate dai tribunali. Tuttavia, la giurisprudenza americana non è considerata infallibile. La Corte suprema del Canada ha detto delle leggi canadesi e americane che esse furono "stabilite da paesi diversi in epoche diverse e in circostanze molto diverse". Sono stati formati anche organismi giuridici che intervengono frequentemente nei casi per dare manforte ai tribunali nel processo di interpretazione della Carta. A titolo di esempio, si citano l'Associazione delle libertà civili della Columbia Britannica, l'Associazione canadese delle libertà civili, l'Associazione canadese per la salute mentale, il Congresso canadese del lavoro, il Fondo di azione ed educazione giuridica delle donne (FAEGD) e le Vere donne del Canada.
Un ulteriore approccio alla Carta, adottato dai tribunali, è il principio del dialogo, che implica una maggiore partecipazione dei governi eletti. Questo approccio comprende l'adozione da parte dei governi di nuove legislazioni in risposta alle decisioni della corte e il riconoscimento da parte della corte di questi sforzi se le nuove legislazioni sono contestate in virtù della Carta.

## Confronti con altri documenti dei diritti umani

Lo United States Bill of Rights influenzò il testo della Carta, ma le sue disposizioni sui diritti sono interpretate in modo più conservatore. Le cause sui diritti civili e costituzionali canadesi in confronto alle cause statunitensi occasionalmente hanno esiti dissimili perché i diritti più ampi della Carta sono limitati dalla "clausola di eccezione" dell'articolo 1 della Carta come interpretato in R. c. Oakes

Alcuni parlamentari canadesi vedevano il movimento per l'approvazione di una carta come contraria al modello britannico della sovranità parlamentare. Altri dicevano che la Convenzione europea sui diritti dell'uomo (CEDU) aveva ormai limitato il potere parlamentare britannico in misura maggiore di quanto la Carta canadese limitasse il potere del Parlamento canadese e delle assemblee legislative provinciali. Hogg ha ipotizzato che i Britannici abbiano adottato la Legge sui diritti umani del 1998 in parte perché erano ispirati dall'analoga Carta canadese.
La Carta canadese reca numerose somiglianze con la Convenzione europea, specificamente in relazione alla clausola delle limitazioni contenuta nel documento europeo. A causa di questa somiglianza con la legge europea sui diritti umani, la Corte suprema del Canada si rivolge non solo alla giurisprudenza della Costituzione degli Stati Uniti d'America per interpretare la Carta, ma anche ai casi della Corte europea dei diritti dell'uomo.
La distinzione essenziale tra la Dichiarazione dei diritti degli Stati Uniti e la Carta canadese è l'esistenza della clausola delle limitazioni e non ostativa. I tribunali canadesi hanno conseguentemente interpretato ciascun diritto in maniera più espansiva. Tuttavia, a causa della clausola delle limitazioni, ove esista la, violazione di un diritto, la legge non garantirà necessariamente la tutela di quel diritto. Per contrasto, i diritti in base alla Dichiarazione statunitense sono assoluti e così una violazione non si troverà finché non vi sia stata una sufficiente infrazione di quei diritti. L'effetto netto è che le due costituzioni forniscono una tutela comparabile di molti diritti. La giustizia fondamentale (all'articolo 7 della Carta canadese) è interpretata perciò in maniera da includere più tutele giuridiche del due process, che è l'equivalente statunitense. Anche la libertà di espressione all'articolo 2 ha una portata più vasta della libertà di parola nel I emendamento della Costituzione statunitense Ad esempio, nel giudizio RWDSU c. Dolphin Delivery Ltd. (1986), la Corte suprema canadese era chiamata a pronunciarsi su un tipo di picchettaggio di sciopero che il I emendamento statunitense non avrebbe permesso, in quanto si trattava di comportamenti perturbatori (anche se il picchettaggio di sciopero includeva alcune forme di espressione che il I emendamento avrebbe potuto comunque tutelare). La Corte suprema, tuttavia, dichiarò che il picchettaggio, inclusi i comportamenti perturbatori, erano pienamente tutelati in base all'articolo 2 della Carta. La Corte si basò poi sull'articolo 1 per giudicare che l'ingiunzione contro il picchettaggio era giusto. La clausola delle limitazioni ha anche permesso ai governi canadesi di adottare leggi che sarebbero considerate incostituzionali negli Stati Uniti. A titolo di esempio, la Corte suprema del Canada ha mantenuto alcuni dei limiti all'uso della lingua inglese nella segnaletica in Québec e ha mantenuto dei divieti di pubblicazione che impediscono ai mezzi di comunicazione di menzionare i nomi di delinquenti minorenni.
L'articolo 28 della Carta svolge una funzione simile a quella dell'Equal Rights Amendment negli Stati Uniti. Tale emendamento si propone di garantire pari diritti ai cittadini, senza distinzione di sesso. Esso tuttavia non fu mai ratificato, probabilmente per la reazione suscitata all'epoca nella destra religiosa degli Stati Uniti. Invece, non vi fu alcun movimento di opposizione comparabile all'articolo 28 della Carta. Eppure, le femministe canadesi dovettero organizzare grandi manifestazioni per dimostrare il loro appoggio all'inclusione di questo articolo, che non faceva parte della bozza originale della Carta.
La Convenzione Internazionale sui Diritti Civili e Politici ha parecchi paralleli con la Carta canadese, ma in alcuni casi il testo della Convenzione va oltre quello della Carta riguardo ai diritti. Ad esempio, un diritto all'assistenza legale è stato dedotto dall'articolo 10 della Carta (il diritto al patrocinio), ma la Convenzione garantisce esplicitamente che l'imputato ha diritto all'assistenza legale senza spese "se non ha mezzi sufficienti".
La Carta canadese non dice molto, almeno esplicitamente, sui diritti economici e sociali. Su questo punto, essa è molto diversa dalla Carta quebecchese dei diritti e delle libertà della persona e dalla Convenzione internazionale sui diritti economici, sociali e culturali. Alcuni credono che dei diritti economici dovrebbero essere dedotti dall'articolo 7, che garantisce i diritti alla sicurezza della persona, e dall'articolo 15, che garantisce i diritti all'uguaglianza, per rendere la Carta più simile alla Convenzione. L'argomento è che i diritti economici sono legati a un livello di vita accettabile e possono contribuire affinché i diritti civili si sviluppino in un ambiente vivibile. I tribunali canadesi somo tuttavia esitanti in questo campo, affermando che i diritti economici sono una questione politica; essi aggiungono che in quanto diritti positivi, la legittimità dei diritti economici può essere messa in questione.
La stessa Carta influenzò la Dichiarazione dei diritti nella Costituzione del Sudafrica. Ad esempio, la clausola delle limitazioni in base all'articolo 36 della Costituzione sudafricana è stata paragonata a quella dell'articolo 1 della Carta canadese.
Anche la Carta dei diritti e delle libertà fondamentali della Giamaica fu influenzata, in parte, dalla Carta canadese.

## La Carta e i valori nazionali

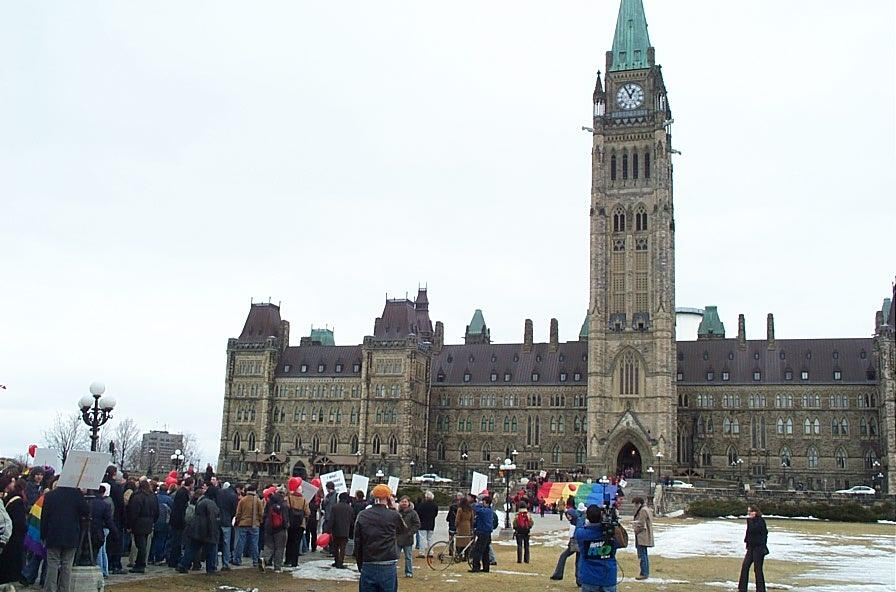
Il raduno della "Marcia dei Cuori" per l'uguaglianza dei matrimoni tra persone dello stesso sesso in base alla Carta nel 2004

L'intenzione dietro l'adozione della Carta era che essa potesse essere una fonte di valori e di unità nazionale per il Canada. Come notò il professor Alan Cairns: "La premessa iniziale del governo federale era di sviluppare un'identità pan-canadese." Trudeau stesso scrisse in seguito nelle sue Memorie che "il Canada stesso" poteva ora essere definito come una "società dove tutte le persone sono uguali e dove condividono alcuni valori fondamentali basati sulla libertà", e che tutti i Canadesi potevano identificarsi con i valori della libertà e dell'uguaglianza.
L'obiettivo unificatore della Carta era particolarmente importante per i diritti di circolazione e i diritti linguistici. L'autore Rand Dyck afferma che, secondo alcuni studiosi, l'articolo 23, che garantisce il diritto all'istruzione nella lingua della minoranza, "era la sola parte della Carta di cui Pierre Trudeau si preoccupasse veramente". Grazie ai diritti linguistici e ai diritti di circolazione, i Canadesi francofoni, che sono stati al centro dei dibattiti sull'unità nazionale, possono circolare in tutto il Canada e ricevere servizi pubblici e servizi di istruzione nella propria lingua. Quindi, essi non sono più confinati al Québec (la sola provincia dove i francofoni sono maggioritari e dove risiede la maggior parte della popolazione francofona del Canada), il che avrebbe polarizzato il paese lungo linee regionali. La Carta doveva anche standardizzare le leggi precedentemente diverse attraverso tutto il paese e armonizzarle verso un unico principio di libertà.
L'ex primo ministro dell'Ontario Bob Rae ha affermato che la Carta "funge da simbolo per tutti i Canadesi" perché rappresenta il valore fondamentale della libertà. L'accademico Peter Russell si è mostrato più scettici sul valore della Carta in questo campo. Cairns, che ritiene che la Carta sia il documento costituzionale più importante agli occhi di molti Canadesi e che la Carta doveva servire da strumento per foggiare l'identità canadese, ha ugualmente espresso la preoccupazione che i gruppi all'interno della società vedano certe disposizioni come appartenenti esclusivamente a loro piuttosto che a tutti i Canadesi. Inoltre, certe questioni sollevate dalla Carta, come l'aborto e la pornografia, restano controverse. Ciononostante, dei sondaggi nel 2002 mostravano che i Canadesi ritenevano che la Carta rappresentasse significativamente il Canada, sebbene molti non fossero consapevoli del suo effettivo contenuto.
Gli unici valori menzionati nel preambolo della Carta sono il riconoscimento della supremazia di Dio e del primato del diritto, ma sono concetti controversi e hanno scarse conseguenze giuridiche. Nel 1999, il deputato Svend Robinson presentò una proposta alla Camera dei comuni del Canada per emendare la Carta al fine di eliminare ogni menzione di Dio, ritenendo che non riflettesse la diversità canadese. La proposta fu però bocciata.
L'articolo 27 riconosce anche il multiculturalismo, il che secondo il Dipartimento del Patrimonio canadese è un valore caro ai Canadese. Nel 2002, dei sondaggi indicavano che l'86% dei Canadesi approvava questo articolo.

## Critiche
La Carta dei diritti e delle libertà gode di grandissima popolarità in Canada; dei sondaggi effettuati nel 1987 e nel 1999 mostrarono che l'82% dei Canadesi riteneva che la Carta fosse una cosa buona (la proporzione era più bassa in Québec, al 64% nel 1987, aumentando al 70% nel 1999). Tuttavia, il documento è ugualmente criticato dai due lati dello scacchiere politico. Il professor Michael Mandel è uno dei critici di sinistra; egli ha scritto che contrariamente ai politici eletti, i giudici non devono essere sensibili alla volontà dell'elettorato, e non hanno più bisogno di assicurarsi che le loro decisioni possano essere comprese facilmente dal cittadino canadese medio. Secondo Mandel, ciò impone un limite alla democrazia. Mandel afferma anche che la Carta ha reso il Canada più simile agli Stati Uniti, favorendo i diritti delle imprese e i diritti individuali piuttosto che i diritti collettivi e i diritti sociali. Egli lamenta che vari diritti che dovrebbero secondo lui essere inclusi nella Carta ne siano assenti, come il diritto all'assistenza sanitaria e il diritto fondamentale all'istruzione gratuita. Così, l'americanizzazione della politica canadese è percepita avvenire a spese di valori più importanti agli occhi dei Canadesi.
A destra, i critici Morton e Knopff hanno sollevato varie preoccupazioni concernenti la Carta, in particolare affermando che il governo federale la usa per circoscrivere i poteri delle province alleandosi a vari rivendicatori di diritti e gruppi d'interesse. Nel loro libro The Charter Revolution & the Court Party, Morton e Knopff espongono in dettaglio i loro sospetti sull'esistenza di questa alleanza, accusando i governi di Trudeau e Chrétien di sovvenzionare diversi gruppi litigiosi. Per esempio, questi governi usarono il Programma di contestazione giudiziaria per appoggiare rivendicazioni del diritto all'istruzione nella lingua della minoranza. Morton e Knopff affermano anche che i procuratori della Corona (ossia i pubblici ministeri) hanno intenzionalmente perso delle cause nelle quali il Governo era perseguito per la presunta violazione di diritti, in particolare per quanto concerne i diritti degli omosessuali e i diritti delle donne.
Il politologo Rand Dyck, commentando queste critiche, nota che se la portata della revisione giidiziaria della revisione giudiziaria dei giudici è stata allargata, essi hanno tuttavia mantenuto la maggior parte delle leggi che formavano oggetto di contestazioni in base alla Carta. Per quanto riguarda i gruppi d'interesse litigiosi, Dyck evidenzia che "il bilancio non è così chiaro come implicano Morton e Knopff. Tutti i gruppi hanno sperimentato vittorie e sconfitte".
Il filosofo politico Charles Blattberg ha criticato la Carta per aver contribuito alla frammentazione del paese, sia a livello individuale che collettivo. A suo avviso la Carta, nell'incoraggiare il confronto basato sui diritti, ha introdotto uno spirito antagonistico nella politica canadese, rendendo difficile collaborare per realizzare il bene comune. Blattberg sostiene anche la Carta indeboliscd la comunità politica canadese poiché è in definitiva un documento cosmopolita. Infine, ritiene che la gente sarebbe più motivata a difendere le libertà individuali se queste fossero espresse con termini che siano molto "più densi" (meno astratti) dei semplici diritti.

### Ulteriori letture
- Jonathan L. Black-Branch, Making sense of the Canadian Charter of Rights and Freedoms, Canadian Education Association, 1995, ISBN 0-920315-78-X.
- Cindy Silver, Family Autonomy and the Charter of Rights: Protecting Parental Liberty in a Child-Centred Legal System, Discussion Paper [of] the Centre for Renewal in Public Policy, 3. Gloucester, Ont., Centre for Renewal in Public Policy, 1995?.